# Blaine Lindgren
Harold Blaine Lindgren (Salt Lake City, 26 giugno 1939 – Salt Lake City, 5 ottobre 2019) è stato un ostacolista statunitense, vincitore della medaglia d'argento nei 110 metri ostacoli ai Giochi olimpici di Tokyo 1964.

## Palmarès
| Anno | Manifestazione      | Sede      | Evento   | Risultato | Prestazione | Note |
| ---- | ------------------- | --------- | -------- | --------- | ----------- | ---- |
| 1963 | Giochi panamericani | San Paolo | 110 m hs | Oro       | 13"8        |      |
| 1964 | Giochi olimpici     | Tokyo     | 110 m hs | Argento   | 13"7        |      |